# Chrome Division
A Chrome Division norvég heavy metal együttes.

## Története
2004-ben alapította Shagrath, a Dimmu Borgir énekese.  Shagrath és „Lex Icon” (Stian Arnesen) már 1999-ben együtt zenéltek, és rögzítettek együtt pár dalt, de mivelhogy mindketten a Dimmu Borgir-ban játszottak, így egyelőre még nem alapítottak saját együttest.
A Chrome Division végül 2004-ben valósult meg, amikor Shagrath és Lex Icon újból összetalálkoztak. Lex Icon új együttest alapított, The Kovenant néven. Hozzájuk csatlakozott Björn Luna is, így megalakult a zenekar, igaz, ekkor „még Chrome Project” néven. Eddie Guz énekes és Ricky Black gitáros csatlakozott az együtteshez. Lex Icon ezután nem sokkal kiszállt a zenekarból, helyére Tony White került.
Első nagylemezüket 2005-ben rögzítették az oslói Panzer Stúdióban, majd 2006-ban jelentették meg. Ekkor feliratkoztak a Nuclear Blast lemezkiadóhoz. 2008-ban második albumuk is megjelent, illetve 2011-ben, 2014-ben és 2018-ban is piacra dobtak albumokat.

## Zenei hatásuk
Hatásukként a Black Label Societyt, a Spiritual Beggars-t illetve az AC/DC-t tették meg. A kritikusok továbbá a Motörheadhez és a honfitárs Turbonegrohoz hasonlították őket.

## Tagjai
- Eddie Guz - ének (2004-2009, 2017-)
- Kjell Aage Karlsen - gitár (2012-)
- Shagrath - ritmusgitár (2004-)
- Ogee - basszusgitár (2012-)
- Tony White - dob (2004-)

## Korábbi tagok
- Shady Blue - ének (2009-2017)
- Björn Luna - basszusgitár (2004-2012)
- Ricky Black - gitár (2004-2012)

## Diszkográfia
- Doomsday Rock'n'Roll (2006)
- Booze, Broads and Beelzebub (2008)
- 3rd Round Knockout (2011)
- Infernal Rock Eternal (2014)
- One Last Ride (2018)